# Eric Heiden
Eric Arthur Heiden (ur. 14 czerwca 1958 w Madison) – amerykański panczenista i kolarz. Wielokrotny złoty medalista olimpijski i złoty mistrzostw świata.

## Kariera
Pierwszy medal na arenie międzynarodowej Eric Heiden wywalczył w 1977 roku, kiedy zwyciężył w mistrzostwach świata w wieloboju sprinterskim w Alkmaar. Wynik ten powtórzył na MŚ w Lake Placid (1978), MŚ w Inzell (1979) i MŚ w West Allis (1980). Równocześnie trzykrotnie triumfował na mistrzostwach świata w wieloboju: MŚ w Heerenveen (1977), MŚ w Göteborgu (1978) i MŚ w Oslo (1979), a na MŚ w Heerenveen (1980) był drugi. W 1980 roku został pierwszym (i jak dotąd jedynym) panczenistą, który wygrał wszystkie biegi podczas jednych igrzysk olimpijskich (Lake Placid, 1980). W latach 1977–1980 czterokrotnie został uhonorowany Nagrodą Oscara Mathisena, do dziś nikt inny nie zdobył tylu statuetek.
Po zakończeniu kariery łyżwiarskiej, Heiden stał się jednym z pierwszych zawodników grupy kolarskiej 7-Eleven i jednym z czołowych kolarzy amerykańskich. W 1985 roku wygrywając Philadelphia International Championship, zdobył tytuł zawodowego kolarskiego mistrza Stanów Zjednoczonych, a także wziął udział w wyścigu Giro d’Italia, gdzie wygrał kilka premii sprinterskich. W roku 1986 wystartował w wyścigu Tour de France, którego jednak nie ukończył przez upadek. W latach 2002–2014 związany był jako ortopeda sportowy z olimpijską ekipą panczenistów amerykańskich.
Jego siostra Beth również uprawiała łyżwiarstwo szybkie i kolarstwo.

## Najważniejsze osiągnięcia

### Igrzyska Olimpijskie
| Olimpiada        | Miejsce     | Data           | Konkurencja | Rezultat | Czas     |
| ---------------- | ----------- | -------------- | ----------- | -------- | -------- |
| Innsbruck 1976   | Innsbruck   | 11 lutego 1976 | 5000 m      | 19.      | 7:59,00  |
| Innsbruck 1976   | Innsbruck   | 13 lutego 1976 | 1500 m      | 7.       | 2:02,40  |
| Lake Placid 1980 | Lake Placid | 15 lutego 1980 | 500 m       | Złoto    | 38,03    |
| Lake Placid 1980 | Lake Placid | 16 lutego 1980 | 5000 m      | Złoto    | 7:02,29  |
| Lake Placid 1980 | Lake Placid | 19 lutego 1980 | 1000 m      | Złoto    | 1:15,18  |
| Lake Placid 1980 | Lake Placid | 21 lutego 1980 | 1500 m      | Złoto    | 1:55,44  |
| Lake Placid 1980 | Lake Placid | 23 lutego 1980 | 10 000 m    | Złoto    | 14:28,13 |

### Mistrzostwa świata
- Mistrzostwa świata w wieloboju
  - złoto – 1977, 1978, 1979
  - srebro – 1980
- Mistrzostwa świata w wieloboju sprinterskim
  - złoto – 1977, 1978, 1979, 1980